# 府屋站
府屋站（日语：／ Fuya eki */?）是位於新潟縣村上市府屋，東日本旅客鐵道（JR東日本）的羽越本線車站。
此站位於新潟縣最北車站，前山北町中心車站。特急「稻穗停靠此站，「海里」通過此站。

## 歷史
- 1924年（大正13年）7月31日：羽越線村上至鼠關之間開業，此站啟用。
- 1925年（大正14年）11月20日：隨著支線與赤谷線啟用，羽越線改名為羽越本線。
- 1965年（昭和40年）3月：現時車站大樓建成。
- 1984年（昭和59年）1月20日：終止貨物起卸業務，成為旅客車站。
- 1984年（昭和59年）2月1日：成為業務委託車站。
- 1985年（昭和60年）3月14日：終止行李起卸業務。
- 1987年（昭和62年）4月1日：伴隨國鐵分割民營化，車站由東日本旅客鐵道（JR東日本）營運。

## 車站構造
車站是一座地面車站，設有1面1線的單式月台和1面2線的島式月台，共設有2面3線的月台。月台之間設有跨線橋連接。
此站是由村上站管理的業務委託車站，委托了JR新潟Business負責車站業務。車站大樓內設有綠色窗口（營業時間 7：10 - 17：30）、自動售票機、候車室、自動販賣機和廁所。
此站曾經設有前田製管專用線。

### 月台
| 月台 | 路線      | 上下行       | 方向           |
| ---- | --------- | ------------ | -------------- |
| 1    | ■羽越本線 | 上行         | 村上、新津方向 |
| 2    | ■羽越本線 | （待避列車） | （待避列車）   |
| 3    | ■羽越本線 | 下行         | 鶴岡、酒田方向 |

參考

## 使用狀況
在2019年度（令和元年度），1日平均乘車人次為81人。
以下列出1日平均乘車人次：
| 乘車人次變化       | 乘車人次變化     | 乘車人次變化    |
| 年度               | 1日平均 乘車人次 | 參考資料        |
| ------------------ | ---------------- | --------------- |
| 1965年（昭和40年） | 757              | [ 利用客数 2 ]  |
| 1970年（昭和45年） | 585              | [ 利用客数 3 ]  |
| 1975年（昭和50年） | 511              | [ 利用客数 4 ]  |
| 2000年（平成12年） | 219              | [ 利用客数 5 ]  |
| 2001年（平成13年） | 201              | [ 利用客数 6 ]  |
| 2002年（平成14年） | 218              | [ 利用客数 7 ]  |
| 2003年（平成15年） | 214              | [ 利用客数 8 ]  |
| 2004年（平成16年） | 200              | [ 利用客数 9 ]  |
| 2005年（平成17年） | 184              | [ 利用客数 10 ] |
| 2006年（平成18年） | 162              | [ 利用客数 11 ] |
| 2007年（平成19年） | 150              | [ 利用客数 12 ] |
| 2008年（平成20年） | 145              | [ 利用客数 13 ] |
| 2009年（平成21年） | 130              | [ 利用客数 14 ] |
| 2010年（平成22年） | 121              | [ 利用客数 15 ] |
| 2011年（平成23年） | 118              | [ 利用客数 16 ] |
| 2012年（平成24年） | 118              | [ 利用客数 17 ] |
| 2013年（平成25年） | 110              | [ 利用客数 18 ] |
| 2014年（平成26年） | 98               | [ 利用客数 19 ] |
| 2015年（平成27年） | 96               | [ 利用客数 20 ] |
| 2016年（平成28年） | 96               | [ 利用客数 21 ] |
| 2017年（平成29年） | 95               | [ 利用客数 22 ] |
| 2018年（平成30年） | 86               | [ 利用客数 23 ] |
| 2019年（令和元年） | 81               | [ 利用客数 1 ]  |

## 車站周邊
車站周邊位於前・山北町（府屋・大川谷地區）中心。在2、3號月台的西邊設有國道和日本海海邊。
- 國道7號
- 村上信用金庫（日语：村上信用金庫） 府屋分店
- 村上市山北分所（前・山北町公所）
- 大川谷郵局
- 村上警署（日语：村上警察署）府屋派出所
- 第四銀行（日语：第四銀行） 山北分店
- 村上市消防署山北分署

## 巴士路線

村上市內的巴士路線圖。時間表參見新潟交通觀光巴士官網 村上區、勝木區 。

在車站前設有新潟交通觀光巴士「府屋站前」巴士站。

## 相鄰車站
東日本旅客鐵道
■羽越本線
- 特急「稻穗」停車站

勝木－府屋－鼠關

## 注腳

### 使用狀況
1. 1 2  . 東日本旅客鉄道.   [2020-07-13]. （原始内容存档于2020-07-10） （日语）.
2. ↑  鐵道統計年報昭和40年版p102　新潟鐵道管理局
3. ↑  鐵道統計年報昭和45年版p90-91　新潟鐵道管理局
4. ↑  鐵道統計年報昭和50年版p64-65　新潟鐵道管理局
5. ↑  . 東日本旅客鉄道.   [2019-02-25]. （原始内容存档于2018-02-13） （日语）.
6. ↑  . 東日本旅客鉄道.   [2019-02-25]. （原始内容存档于2019-04-02） （日语）.
7. ↑  . 東日本旅客鉄道.   [2019-02-25]. （原始内容存档于2019-04-02） （日语）.
8. ↑  . 東日本旅客鉄道.   [2019-02-25]. （原始内容存档于2019-04-02） （日语）.
9. ↑  . 東日本旅客鉄道.   [2019-02-25]. （原始内容存档于2019-04-02） （日语）.
10. ↑  . 東日本旅客鉄道.   [2019-02-25]. （原始内容存档于2017-08-08） （日语）.
11. ↑  . 東日本旅客鉄道.   [2019-02-25]. （原始内容存档于2019-03-27） （日语）.
12. ↑  . 東日本旅客鉄道.   [2019-02-25]. （原始内容存档于2017-08-08） （日语）.
13. ↑  . 東日本旅客鉄道.   [2019-02-25]. （原始内容存档于2019-04-02） （日语）.
14. ↑  . 東日本旅客鉄道.   [2019-02-25]. （原始内容存档于2019-04-02） （日语）.
15. ↑  . 東日本旅客鉄道.   [2019-02-25]. （原始内容存档于2016-03-27） （日语）.
16. ↑  . 東日本旅客鉄道.   [2019-02-25]. （原始内容存档于2019-04-02） （日语）.
17. ↑  . 東日本旅客鉄道.   [2019-02-25]. （原始内容存档于2019-04-02） （日语）.
18. ↑  . 東日本旅客鉄道.   [2019-02-25]. （原始内容存档于2016-03-04） （日语）.
19. ↑  . 東日本旅客鉄道.   [2019-02-25]. （原始内容存档于2019-03-26） （日语）.
20. ↑  . 東日本旅客鉄道.   [2019-02-25]. （原始内容存档于2017-08-12） （日语）.
21. ↑  . 東日本旅客鉄道.   [2019-02-25]. （原始内容存档于2019-02-14） （日语）.
22. ↑  . 東日本旅客鉄道.   [2019-02-25]. （原始内容存档于2019-03-25） （日语）.
23. ↑  . 東日本旅客鉄道.   [2019-07-21]. （原始内容存档于2019-07-05） （日语）.

## 外部連結
- 車站資訊（府屋）：東日本旅客鐵道（日語）